# Vladimir Škrlec
Vladimir Škrlec je hrvatski hokejaš na travi. Bio je državni reprezentativac. Igrajući za Jugoslaviju osvojio je zlato na Mediteranskim igrama 1979. u hrvatskom gradu Splitu.